# APT28
APT28 (ang. Advanced Persistent Threat 28), STRONTIUM, Sofacy lub Fancy Bear, to nazwy nadawane przez analityków dla określenia nieznanych sprawców powiązanych z szeregiem głośnych włamań i ataków komputerowych.
Specjaliści od bezpieczeństwa teleinformatycznego z takich firm jak Microsoft, CrowdStrike, Kaspersky Lab, FireEye i ThreatConnect określają ze stopniem pewności od średniego do wysokiego, że jest to rosyjskojęzyczna instytucja państwowa, prawdopodobnie część GRU – wywiadu wojskowego Federacji Rosyjskiej.
Grupa ta została powiązana z włamaniami lub próbami włamań do systemów parlamentu Niemiec, Białego Domu, Komisji Europejskiej, Banku Światowego, NATO, amerykańskiej Partii Demokratycznej i innych instytucji, m.in. na Ukrainie, w Turcji, oraz w Gruzji w czasie konfliktów tych krajów z Rosją. Część incydentów dotyczyła też Polski. Celem działania APT28 wydaje się być prowadzenie ataków teleinformatycznych zgodnych z zadaniami politycznymi GRU.
Grupa APT28 zdradza dysponowanie dużymi zasobami i możliwościami, przykładowo, w ciągu zaledwie czterech miesięcy w 2016 r. wykorzystała sześć nowych, nieznanych z innych źródeł exploitów typu zero-day na zamknięte oprogramowanie. Narzędzia jakimi posługuje się organizacja są złożone i programowane w metodycznym i profesjonalnym środowisku, w godzinach roboczych odpowiadających moskiewskiej strefie czasowej. Grupa korzysta też z VPN, płatności przy pomocy bitcoinów, oraz fałszywych tożsamości, takich jak Guccifer 2.0 lub Anonymous Poland w celu ukrycia swojego prawdziwego pochodzenia. Wykryto jednak przesłanki wiążące te tożsamości z resztą działalności APT28.

## Działalność grupy
Działalność APT28 sięga co najmniej 2004 r., jednak grupa została zidentyfikowana publicznie po raz pierwszy w 2014 r. przez analityków firmy FireEye. Powiązali oni zbiór charakterystycznych i spójnych narzędzi i technik z ataków na cele publiczne w państwach Kaukazu, Europy Środkowej i Wschodniej (m.in. Polsce), oraz NATO, w prawdopodobny obraz działalności państwowej organizacji zajmującej się wojną i szpiegostwem teleinformatycznym.

### Parlament niemiecki (od 2014)
W 2016 r., kontrwywiad niemiecki wysunął publiczne oskarżenie w stosunku do władz Rosji, zarzucając im kierowanie APT28 i prowadzenie kampanii włamań teleinformatycznych wymierzonej w niemiecki parlament. Atak wykryto w trakcie 2015 r., gdy na ok. 20 000 komputerów stwierdzono obecność szkodliwego oprogramowania służącego do śledzenia i wykradania danych.

### Telewizja TV5 Monde (2015)
8 kwietnia 2015 r. systemy francuskiej telewizji TV5 Monde padła ofiarą włamania, pod którym podpisała się grupa „CyberCaliphate”, mająca być powiązana z ISIL. Transmisja programów została zakłócona na trzy godziny, przejęte zostały także profile społecznościowe ofiary. W trakcie dochodzenia odrzucono powiązanie z Państwem Islamskim, i skierowano śledztwo w stronę APT28 i służb rosyjskich.

### Światowa Agencja Antydopingowa (2016)
W trakcie skandalu związanego z wykryciem dopingu u licznych sportowców rosyjskich w trakcie Letnich Igrzysk Olimpijskich 2016, Światowa Agencja Antydopingowa oraz Sportowy Sąd Arbitrażowy padły ofiarą włamania komputerowego, do którego przyznał się nieaktywny wcześniej użytkownik Twittera Anonymous Poland. Upublicznił on następnie dane wykradzione z prywatnych serwerów tych instytucji. Analitycy, m.in. firmy ThreatConnect, powiązali narzędzia i metody włamania z typowym profilem działalności APT28, oraz wysunęli podejrzenie, że rzekome „Anonymous Poland” to fałszywa tożsamość. Zauważono między innymi, że film udostępniony przez tego użytkownika zdradza, że korzystał on z wyszukiwarki Google.ru.

### Przecieki z amerykańskiej Partii Demokratycznej (2015-2016)
W trakcie kampanii wyborczej przed wyborami prezydenckimi w USA w 2016 r., władze Partii Demokratycznej oraz sztab jej kandydatki Hillary Clinton padły ofiarą głośnych włamań i anonimowych wycieków danych. Analitycy CrowdStrike zatrudnieni przez partię do zbadania ataku przypisali odpowiedzialność APT28 (oraz APT-29, prawdopodobnie powiązane z rosyjską służbą specjalną FSB). W krótkim czasie do ataku przyznała się anonimowa osoba o pseudonimie Guccifer 2.0, rzekomo informatyk pochodzenia rumuńskiego. Późniejsze analizy ThreatConnect powiązały tę tożsamość z narzędziami i VPN używanymi przez APT28, i uznały, że jest ona prawdopodobnie fałszywa. Opinie te podzielają również analitycy SecureWorks.

### Śledztwo w sprawie zestrzelenia samolotu Malaysia Airlines (2015-2016)
Oficjalna instytucja śledcza oraz dziennikarze holenderscy zajmujący się zestrzeleniem samolotu Malaysia Airlines nad obwodem donieckim na Ukrainie padli zdaniem analityków ThreatConnect w 2016 r. ofiarą prób phishingu i włamań przy pomocy narzędzi i serwerów, jakich używa grupa APT28. Do ataków miała się przyznać rzekoma grupa ukraińska CyberBerkut, jednak według analiz ThreatConnect, jest to fałszywa tożsamość.

### Artyleria ukraińska (od 2014)
Raport CrowdStrike opublikowany w grudniu 2016 r. opisuje wykryte w Internecie złośliwe oprogramowanie, zaprojektowane specyficznie do celu infekowania i wywoływania uszkodzeń w oprogramowaniu obsługującym artylerię stosowaną w konflikcie na wschodniej Ukrainie. W oprogramowaniu znaleziono moduły charakterystyczne dla APT28. Minister Obrony Ukrainy zaprzeczył jednak, by zaobserwowano w związku z tym straty sprzętu.

### Polskie instytucje rządowe (od 2016)
Analiza firmy Prevenity powiązała z APT28 próby wąsko wymierzonych włamań do polskich instytucji rządowych, takie jak Ministerstwo Spraw Zagranicznych, dokonane w maju oraz od grudnia 2016 r., na podstawie charakterystycznych cech zastosowanego złośliwego oprogramowania. Była to część ataków obejmujących również instytucje rządowe w USA i innych krajach NATO, które opisały także firmy Palo Alto i Cisco Talos.